# Agrostis myriantha
Agrostis myriantha é uma espécie de gramínea do gênero Agrostis, pertencente à família Poaceae.